# Epactoides jounii
Epactoides jounii là một loài bọ cánh cứng trong họ Bọ hung (Scarabaeidae).